# Diapherodes grayi
Diapherodes grayi är en insektsart som först beskrevs av Johann Jakob Kaup 1871.  Diapherodes grayi ingår i släktet Diapherodes och familjen Phasmatidae. Inga underarter finns listade i Catalogue of Life.